# Tasmanoonops minutus
Tasmanoonops minutus är en spindelart som beskrevs av Forster och Norman I. Platnick 1985. Tasmanoonops minutus ingår i släktet Tasmanoonops och familjen Orsolobidae.
Artens utbredningsområde är Victoria, Australien. Inga underarter finns listade i Catalogue of Life.